# Etiam si omnes, ego non

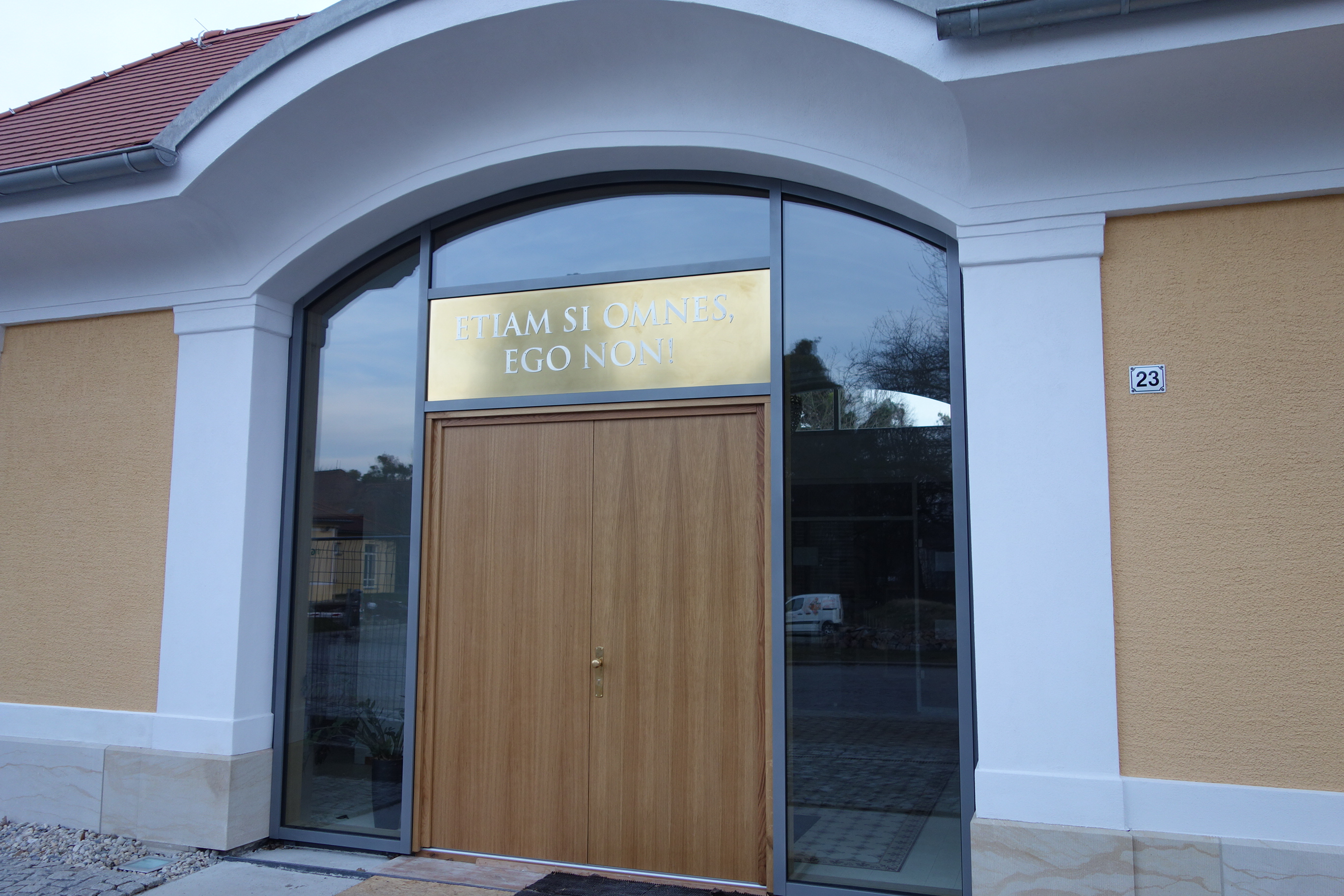
Lema "Etiam si omnes ego non!" a la porta d’una casa.

Etiam si omnes, ego non és una frase llatina sovint utilitzada com a lema, que es pot traduir aproximadament com a «Encara que ho facin els altres, jo no». S'utilitza com a expressió per a indicar la dissidència individual respecte a poders despòtics o injustícies aprovades per les masses i l'opinió pública.
La frase s'ha utilitzat, per exemple, com a lema heràldic de la família Clermont-Tonnerre, com a títol d'un poema d'Ernest Myers, o a la inscripció de la tomba del filòsof italià Giuseppe Rensi. És també el lema de l'escamot d'operacions especials italià C.O.F.S. Una adaptació més llarga de la frase pot trobar-se al passatge dels Vulgata de l'Evangeli segons Mateu: Respondens autem Petrus ait illi et si omnes scandalizati fuerint in te ego numquam scandalizabor («Pere va respondre: Tots els altres es poden allunyar de tu. Però jo mai ho faré»).［Mat. 26:33:NIRV］Una variant de la frase, Et si omnes ego non, es podia veure escrita a la porta de la casa de l'oficial alemany anti-nazi Philipp von Boeselager, emfatitzant la necessitat de mantenir les opinions i judicis morals d'un mateix, fins i tot davant d'una opinió social majoritària contrària. La darrera part de la frase és també el títol alemany del llibre autobiogràfic de Joachim Fest: Ich nicht.